# Patriarcado de Antioquía

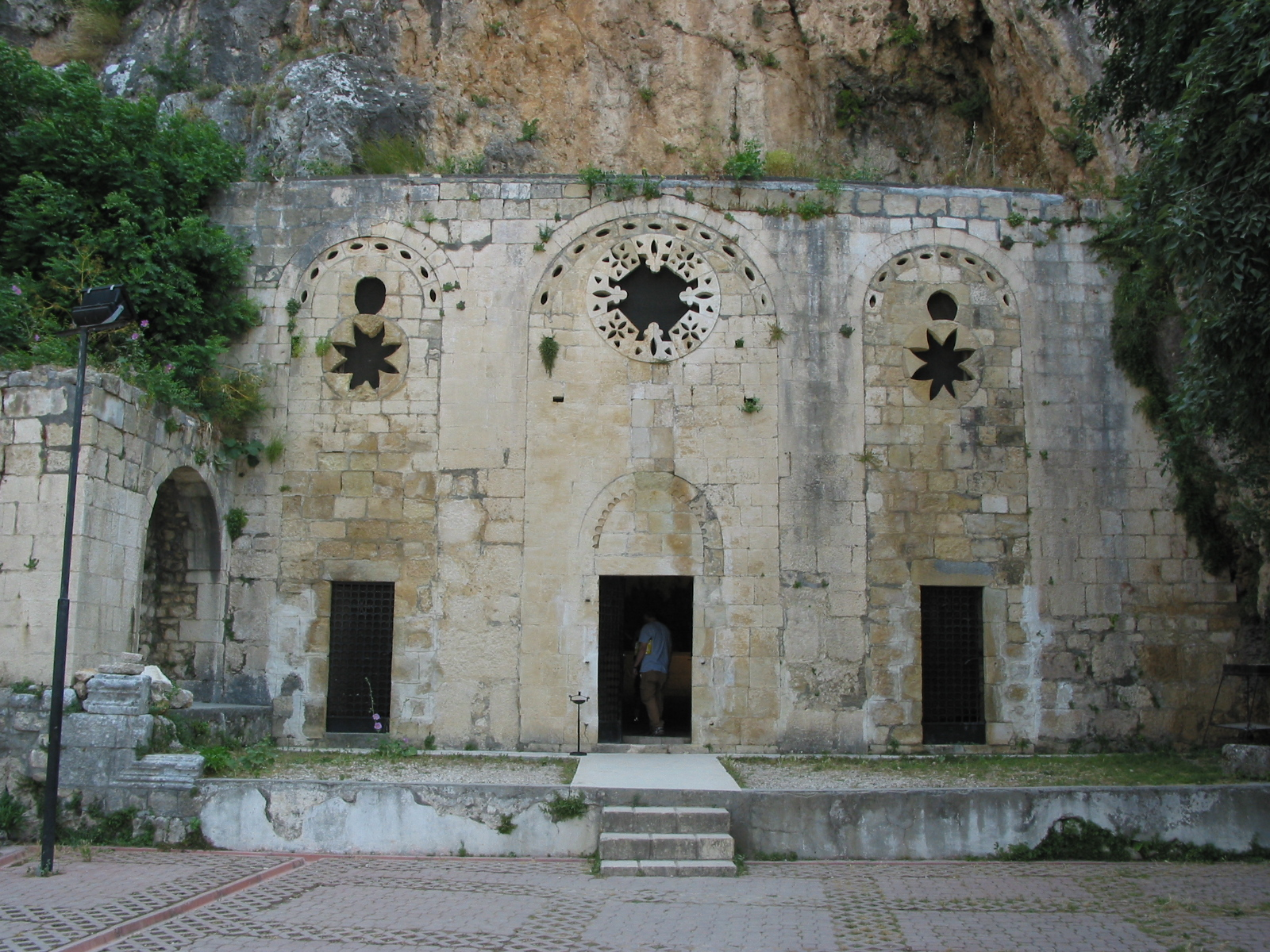
La gruta de San Pedro en Antioquía.

El patriarcado de Antioquía (en griego: Πατριαρχείο Αντιοχείας, en latín: Patriarchatus Antiochenus y en árabe: بطريركية أنطاكية‎), también llamado patriarcado de Antioquía y todo el Oriente y patriarcado de Antioquía, la Gran Teópolis, fue uno de los cinco patriarcados (pentarquía) de la Iglesia del primer milenio. La sede del patriarca estaba en la ciudad de Antioquía del Orontes, lo que actualmente es la ciudad de Antioquía en Turquía, y fue uno de los grandes centros del cristianismo en Oriente desde la era apostólica.
El patriarca de Antioquía, al igual que el papa de Roma, se considera sucesor del apóstol Pedro, quien según la tradición vivió en Antioquía y lideró la comunidad cristiana local. La división del patriarcado a lo largo del tiempo originó que hoy existan cinco patriarcas de Antioquía, dos de Iglesias ortodoxas: la Iglesia ortodoxa siriana y la Iglesia ortodoxa de Antioquía; y tres de la Iglesia católica: la Iglesia católica siria, la Iglesia greco-melquita católica y la Iglesia católica maronita. Hasta 1964 también hubo un cuarto patriarca titular católico, de rito latino, llamado patriarca latino de Antioquía.

## Historia

### Orígenes del cristianismo en Antioquía
Antioquía era la tercera ciudad más grande del Imperio romano, además, fue la capital de la provincia romana de Siria desde el 64 a. C. y la capital de la diócesis civil de Oriente establecida en 297 por el emperador Diocleciano. Como cruce de rutas comerciales, la ciudad tenía también una gran importancia cultural, comercial y militar, siendo apodada «la hermosa corona de Oriente» y «la ciudad más maravillosa de Oriente».
La ciudad tenía una gran población de origen judío en un barrio llamado Kerateion, por lo que atrajo a los primeros misioneros. De acuerdo con el libro de los Hechos de los Apóstoles, la comunidad cristiana de Antioquía nació cuando, tras la muerte de Esteban, los creyentes se dispersaron, huyendo hacia Chipre, Fenicia y Antioquía, anunciando allí el evangelio a los judíos y luego también a los no judíos:

Después de la muerte de Esteban, comenzaron a perseguir a los creyentes, por lo que algunos tuvieron que huir a Fenicia, Chipre y Antioquía. Allí anunciaron a los judíos el mensaje del evangelio, pero no a los demás. Sin embargo, algunos creyentes de Chipre y de Cirene llegaron a la ciudad de Antioquía y hablaron también a los no judíos, anunciándoles la buena noticia acerca de Jesús, el Señor. El poder del Señor estaba con ellos, y así fueron muchos los que dejaron sus antiguas creencias y creyeron en el Señor.
Hechos de los Apóstoles, 11:19-21.

Los judíos chipriotas y cirenaicos que fueron a Antioquía, habían nacido en tierras de cultura helénica y tenían una visión del mundo más amplia que la de los judíos palestinos. Allí, "innovaron", predicando no solo a los judíos, sino también a los griegos. Hay dos posibilidades sobre esto: la primera sería que realmente predicaron a los griegos y muchos de ellos se convirtieron y se unieron a su iglesia; la segunda, que el proceso se dio a pasos más lentos, y que los primeros griegos que se convirtieron eran, en realidad, prosélitos que iban a la sinagoga.
Según los Hechos de los Apóstoles, tras la predicación inicial y las primeras conversiones, la Iglesia de Jerusalén envió a Bernabé, quien llamó también a Saulo de Tarso para enseñar a la comunidad.
Antioquía está íntimamente conectada con la historia inicial del cristianismo. La Iglesia de Antioquía fue el gran centro de donde eran enviados los misioneros para los gentiles; fue desde allí que Saulo (Pablo) inició sus tres viajes misionales, uno de los temas principales de los Hechos de los Apóstoles. Y fue también en esta ciudad donde los seguidores de Jesús de Nazaret pasaron a ser llamados "cristianos":

A los discípulos se los llamó cristianos por primera vez en Antioquía.
Hechos de los Apóstoles, 11:26.

### Establecimiento del patriarcado

Mapa que muestra las provincias del patriarcado de Antioquía (en verde) dentro del Imperio romano de Oriente

Pedro fue el primer obispo de Antioquía entre 45-53 (según la tradición calcedoniana) o 37-67 (según la tradición no calcedoniana) y cuando partió hacia Roma, según la tradición, lo sucedió Evodio (o Eudoio), quien a su vez fue sucedido por Ignacio de Antioquía, célebre por las cartas que escribió a diversas Iglesias mientras era llevado preso a Roma para ser ejecutado.
Los primeros registros del ejercicio de la autoridad por parte del obispo de Antioquía fuera de su propia provincia de Siria datan de fines del siglo II, cuando Serapión de Antioquía intervino en Roso, una ciudad de Cilicia, y también consagró al tercer obispo de Edesa, fuera del Imperio romano. La autoridad espiritual del obispo de Antioquía era aceptada en las provincias que recibieron sus misioneros, como Cilicia, Mesopotamia, Siria, Palestina y Chipre. Los obispos que participaron en los concilios celebrados en Antioquía a mediados del siglo III llegaron no solo de Siria, sino también de Palestina, Arabia y el este de Asia Menor. Dionisio de Alejandría habló de estos obispos como formando el episcopado de Oriente, mencionando a Demetriano, obispo de Antioquía, en primer lugar.
El Concilio de Nicea I en 325 aprobó la ya existente organización eclesiástica según la cual el obispo de la capital de una provincia romana (el obispo metropolitano) tenía cierta autoridad sobre los otros obispos de la provincia (sufragáneos), utilizando por primera vez en su canon 6 el nombre metropolitano. Quedó así reconocido el metropolitanato de Antioquía en la provincia romana de Siria. Además aprobó en ese mismo canon 6 la tradición según la cual los obispos de Roma, Alejandría y Antioquía tenían cierta autoridad sobre más de una provincia, mencionando que Antioquía la tenía sobre "otras provincias" que no fueron especificadas. Estableció además el orden de primacía de honor con Antioquía en el tercer lugar, después de Roma y Alejandría y otorgó un honor especial a la sede de Jerusalén.

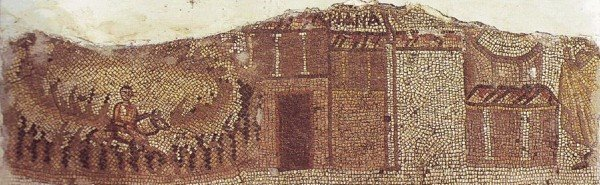
Mosaico que reproduce el Palacio Imperial y la catedral de Antioquía (Domus Aurea).

En 327 comenzó la construcción de la catedral de Antioquía (Domus Aurea) durante el reinado de Constantino el Grande, y fue completada bajo el reinado de Constancio II. La iglesia fue dedicada en una ceremonia el 6 de enero de 341.
Entre el 330 y el 361 la mayoría de los arzobispos de Antioquía adhirieron a las doctrinas de Arrio. En 361 a raíz de las controversias arrianas se produjo el cisma meleciano que dividió la Iglesia antioquena en 4 partidos hasta 417.
El Concilio de Constantinopla I en 381 reconoció al metropolitano de Antioquía poderes de inspección sobre los metropolitanatos de la diócesis de Oriente. También decidió que el obispo de la capital imperial (Constantinopla) «tendría primacía de honor, después del obispo de Roma, puesto que Constantinopla es la Nueva Roma», dándole un rango superior a los de Alejandría y Antioquía. 
A la muerte del emperador Teodosio I en 395, el Imperio romano se dividió definitivamente y la diócesis civil de Oriente encabezada por Antioquía pasó a formar parte de lo que más tarde sería llamado Imperio bizantino o Imperio romano de Oriente. La Notitia dignitatum datada circa 425 enumera las 15 provincias romanas que entonces comprendía la diócesis de Oriente: Palestina I, Fenicia, Siria, Cilicia, Chipre, Arabia Pétrea, Isauria, Palestina Salutaris, Palestina II, Fenicia Libanesa, Eufratensis, Siria Salutaris, Osroena, Mesopotamia y Cilicia II.
La Iglesia persa comenzó a organizarse circa 280 cuando Gaggai fue consagrado como obispo de la capital del Imperio sasánida Seleucia-Ctesifonte, estableciendo cierto control de facto sobre la comunidad cristiana persa. Sus sucesores comenzaron a ser conocidos informalmente como catolicós del Oriente circa 315. En el Concilio de Seleucia-Ctesifonte en 410, convocado por el rey sasánida Yezdegard I tras un acuerdo con el emperador romano, se organizó a los cristianos del Imperio en una Iglesia estructurada única, que luego se conoció como la Iglesia del Oriente, asumiendo formalmente el obispo de Seleucia-Ctesifonte el título de gran metropolitano bajo dependencia formal del patriarca de Antioquía. Como consecuencia de los conflictos entre los Imperios persa y bizantino, durante el sínodo de Markabta en 424 la Iglesia del Oriente se desvinculó de Antioquía y de todo concilio o poder eclesiástico dentro del Imperio romano y su líder adoptó el título de patriarca, y a fines del siglo V añadió formalmente el de catolicós.
La controversia planteada por los arzobispos de Chipre respecto de que la Iglesia de Chipre había antiguamente sido independiente del patriarcado de Antioquía fue reconocida en 416 por el papa Inocencio I y por el Concilio de Éfeso en la cesión de 31 de julio de 431, por lo que Chipre se volvió autocéfala.
Durante el Concilio de Calcedonia en 451 fue creado el patriarcado de Jerusalén separando de Antioquía las tres provincias romanas de Palestina. El concilio traspasó a la jurisdicción de Constantinopla el área costera de Georgia. La jurisdicción de Antioquía se vio reducida así a las provincias romanas de: Fenicia Marítima (Tiro), Siria I (Antioquía), Cilicia I (Tarso), Arabia (Bostra), Isauria (Seleucia), Fenicia Libanesa (Damasco), Eufratensis (Hierápolis), Siria II (Apamea), Osroena (Edesa), Mesopotamia (Amida) y Cilicia II (Anazarba) y a parte de la Armenia romana.
La sociedad cristiana del Oriente Próximo se vio profundamente dividida, los que aceptaron el concilio de Calcedonia eran principalmente grecoparlantes de las ciudades y fueron llamados melquitas (imperiales en siríaco) por los anticalcedonianos. Estos últimos eran predominantemente de habla siríaca, copta o armenia y dieron origen a las Iglesias monofisitas. Las controversias cristológicas que siguieron al Concilio de Calcedonia resultaron en una larga lucha por la sede de Antioquía entre quienes aceptaron y quienes rechazaron el concilio. En Antioquía se sucedieron patriarcas calcedonianos y anticalcedonianos hasta que el problema llegó a un punto crítico en 512, cuando un sínodo fue convocado en Sidón por los no calcedonianos, lo que resultó en que Flavio II (un calcedoniano) fuera reemplazado como patriarca por Severo (un no calcedoniano). Los no calcedonianos bajo Severo eventualmente dieron lugar a la Iglesia ortodoxa siria que formalizó el cisma en 544, y ha continuado nombrando a sus propios patriarcas sirios de Antioquía. Los calcedonianos se negaron a reconocer el despido y continuaron reconociendo a Flavio como patriarca formando una Iglesia rival. A partir de 518, tras la muerte de Flavio y el nombramiento de su sucesor, la Iglesia calcedoniana se hizo conocida como la Iglesia bizantina de Antioquía.

### Patriarcado de Antioquía
Aunque el título de patriarca fuera usado desde al menos el siglo V, fue aplicado a la pentarquía por el emperador Justiniano en 531 y se volvió oficial gradualmente a partir del siglo IX. 
En 486 la Iglesia de Iberia en Georgia (fuera del Imperio romano) pasó a ser autónoma dentro del patriarcado de Antioquía cuando el patriarca de Antioquía Pedro Fullo elevó al obispo de Mtsjeta al rango de catolicós de Iberia o Kartli con la aprobación del emperador bizantino Zenón. El catolicós podía nombrar obispos locales, pero su propia elección debía ser confirmada por el sínodo de Antioquía. En el Concilio de Dvin I en 506, armenios, íberos y albaneses del Cáucaso rechazaron los cánones del Concilio de Calcedonia y en el Concilio de Dvin II en 555 rompieron la comunión con los demás patriarcados. En 608 el catolicosado de Iberia aceptó los cánones de Calcedonia, rompió en 609 con la Iglesia armenia y volvió a la jurisdicción de Antioquía hasta que recibió autocefalía en 750.
En 528 el emperador Justiniano I creó la provincia de Teodorias con parte de Siria I y Siria II y capital en Laodicia, y en 536 restructuró la Armenia romana creando la provincia de Armenia IV con el área de las antiguas 6 satrapías autónomas de la provincia de Mesopotamia y con capital en Arsamósata. También creó la provincia de Armenia I Magna al unir parte de la disuelta Ponto Polemoniaco con la antigua Armenia I, quedando incluida en el territorio del patriarcado de Antioquía (excepto el área cedida por Ponto Polemoniaco), siendo su capital Teodosiópolis. En 591 el emperador Mauricio volvió a restructurar la región, incorporando el sector occidental de Arzanene cedido por el Imperio sasánida a la provincia de Mesopotamia y renombrando a Armenia I Magna como Armenia Mayor.
Tras la completa destrucción por el terremoto de 528, el rey sasánica Cosroes I capturó la ciudad de Antioquía en 540. La ciudad fue de nuevo destruida y su población fue deportada a Veh Antioch Khosrow en Mesopotamia. Según Jacob de Edesa, los prisioneros de guerra de las ciudades de Sura, Alepo, Antioquía, Apamea, Calinico, y Batnae en Osroena fueron deportados a esta nueva ciudad.
El 31 de octubre de 588 Antioquía fue nuevamente golpeada por un gran terremoto que destruyó definitivamente la catedral, que había sido destruida por terremotos en 526 y 528, reconstruida y luego incendiada por los persas en 540 y nuevamente dañada por los terremotos en 551, 557 y 577.
En 608 comenzó una guerra civil en el Imperio romano y una rebelión en Siria llevó al asesinato del patriarca Anastasio II por judíos que estaban bajo amenaza de conversión forzada al cristianismo. La situación fue aprovechada por Cosroes II, que en el contexto de la guerra bizantino-sasánida (602-628) invadió el territorio romano en alianza con judíos y venció al emperador Heraclio en la Batalla de Antioquía en 613, capturando la ciudad. El dominio sasánida hizo que el patriarcado estuviera vacante entre 609 y 629.
En 636 los árabes musulmanes expulsaron a los bizantinos de Siria, conquistaron Antioquía en 637 e introdujeron el islam y la lengua árabe, además, la ciudad sufrió varios desastres naturales, incluidos grandes terremotos durante los siglos IV y VI. Desde 609 Constantinopla designó patriarcas titulares de Antioquía que residían en esa ciudad, por lo que en 685 los maronitas del Líbano comenzaron a nombrar sus propios patriarcas de Antioquía dando lugar a la Iglesia maronita. La Iglesia de Isauria perteneció a la jurisdicción de Antioquía hasta que el emperador León III la transfirió al patriarcado de Constantinopla en el siglo VIII, tras haber quedado como remanente en territorio bizantino de la jurisdicción de Antioquía.
Luego de 3 siglos de dominación musulmana, el 28 de octubre de 969 los bizantinos reconquistaron Antioquía. El emperador Nicéforo Focas restableció la sede residencial transfiriendo a Antioquía en noviembre de 969 al obispo Eustracio de la sede de Anazarba, que unió con Antioquía.
El 16 y 17 de julio de 1054 el patriarca de Constantinopla Miguel Cerulario y el cardenal Humberto de Silva Candida se excomulgaron mutuamente formalizando el Cisma de Oriente. El patriarca Pedro III de Antioquía intentó arbitrar entre ambas partes y no se definió por el cisma, lo mismo que su breve sucesor Juan IV, pero hacia 1058 el patriarca Teodosio III se consideró en cisma con la Iglesia de Roma sin una declaración formal.
Los bizantinos perdieron definitivamente Antioquía a manos de los selyúcidas en 1084, y los cruzados la ocuparon en 1098, quienes en 1100 eligieron un patriarca de rito latino para presidir al patriarcado de Antioquía (sobre los principados de Antioquía, Edesa, Trípoli y luego de Chipre), mientras el patriarca griego huyó a Constantinopla. En 1268 el sultán mameluco Baybars I conquistó Antioquía y la destruyó, por lo que el patriarca latino de Antioquía pasó a residir en la curia romana y el patriarca ortodoxo residente en Constantinopla fue restaurado en Antioquía. El patriarcado de Antioquía se hizo cada vez más dependiente de Constantinopla, paulatinamente adoptó el rito bizantino y abandonó la liturgia antioquena.
En el Concilio de Lyon II en 1274 fue proclamado el fin del cisma con la adhesión del patriarca Teodosio IV Villehardouin, pero duró hasta que el nuevo emperador bizantino Andrónico II Paleólogo repudió la unión en 1285. En 1367 el desaparecido catolicosado de Romagyris fue anexado como título al patriarcado de Georgia, mientras que el catolicosado de Irenópolis desapareció en el siglo XV. El patriarca Pacomio I trasladó la sede patriarcal a Damasco en fecha no precisada entre 1375 y 1386. En el Concilio de Florencia en 1439 el patriarca de Constantinopla José II y el emperador Juan VIII Paleólogo aceptaron la unión con el Occidente con la adhesión del patriarca Doroteo I de Antioquía, pero la unión fue repudiada en 1443 y restaurada por Antioquía en 1457 hasta la conquista otomana de 1516.
En 1724 la Iglesia melquita de Antioquía se dividió surgiendo de la facción pro Roma el patriarcado de Antioquía de los greco-melquitas católicos. En 1729 el papa Benedicto XIII reconoció al patriarca y lo recibió a él y a sus seguidores en plena comunión con la Iglesia católica.

## Diócesis del patriarcado
La única Notitia Episcopatuum que se conoce del patriarcado de Antioquía es la Notitia Antiochena, que se cree que data de la segunda mitad del siglo VI y que fue elaborada por el patriarca Anastasio I (quien gobernó el patriarcado dos veces entre 559 y 570 y entre 593 y 598). Varios estudiosos en el siglo XX intentaron restablecer el texto original de la Notitia Antiochena, que creyeron que corresponde a la situación del patriarcado de Antioquía en tiempos anteriores a la conquista árabe musulmana de Siria (634-639) y a la configuración establecida por las disputas cristológicas posteriores al Concilio de Calcedonia de 451.
Uno de los principales eruditos que intentó la reconstrucción del texto fue Ernst Honigmann, quien concluyó que el patriarcado de Antioquía tenía a fines del siglo VI la siguiente estructura diocesana:
- 4 metropolitanatos autocéfalos: Berito, Emesa, Laodicea en Siria, Cirro.
- 7 arquidiócesis autocéfalas: Beroea, Calcis de Belos, Gabala, Seleucia Pieria, Anasarta o Teodorópolis, Palto, Gabula.
- 2 diócesis exentas: Salamia, Barcuso.
- 12 grandes metropolitanatos con 128 diócesis sufragáneas:
  - Provincia de Fenicia I: metropolitanato de Tiro, con 13 diócesis: 
    - Porfirión, Arca, Tolemaida, Sidón, Biblos, Botris, Ortosia, Arado, Antarado, Cesarea de Filipo o Paneas, Rachea, Trípoli, Sarepta.

  - Provincia de Cilicia I: metropolitanato de Tarso, con 6 diócesis: 
    - Adana, Sebastia en Cilicia, Pompeyópolis, Malo, Augusta, Córico.

  - Provincia de Osroena: metropolitanato de Edesa, con 12 diócesis: 
    - Birta, Marata, Carre, Constantina, Marcópolis, Batne, Tell-Mahre, Emeria, Circesio, Dausara, Calinico, Nea Valencia.

  - Provincia de Siria II: metropolitanato de Apamea, con 7 diócesis: 
    - Epifanía de Siria, Seleucobelo, Larisa, Balanea, Mariamme, Rafanea, Aretusa.

  - Provincia Eufratensis I: metropolitanato de Hierápolis en Siria, con 11 diócesis: 
    - Zeugma en Siria, Sura, Barbaliso, Neocesarea en Siria, Perre, Urima, Doliche, Germanicia, Europos, Oragiza, Samósata.

  - Provincia de Arabia: metropolitanato de Bostra, con 20 diócesis: 
    - Gerasa, Filadelfia, Adraa, Madaba, Esbo, Delmunda, Zorava, Erra, Neve, Alamusa, Constanza de Arabia, Eutime, Parembol en Arabia (obispado sarraceno), Dionisias, Canata, Maximianópolis de Arabia, Filipópolis de Arabia, Crisópolis de Arabia, Neila, Lorea o Dorea.

  - Provincia de Cilicia II: metropolitanato de Anazarba, con 8 diócesis: 
    - Epifanía de Cilicia, Alejandría Menor, Irenópolis en Cilicia, Flaviada, Roso, Mopsuestia, Castabala, Égeas.

  - Provincia de Isauria: metropolitanato de Seleucia de Isauria, con 24 diócesis: 
    - Claudiópolis en Isauria, Diocesarea de Isauria, Olba, Dalisando en Isauria, Sebela, Celenderi, Anemurio, Titópolis, Lamo, Antioquía Menor, Nefeli, Cestro, Selinunte, Jotapa de Isauria, Filadelfia Menor, Irenópolis de Isauria, Germanicópolis, Musbanda, Domiciópolis, Sbida, Zenonópolis o Zenópolis, Adraso, Meloé de Isauria, Neápolis de Isauria.

  - Provincia de Fenicia II: metropolitanato de Damasco, con 11 diócesis: 
    - Heliópolis en Fenicia, Abila de Lisania, Palmira, Laodicea en el Líbano, Eurea en Fenicia, Conocora, Yabrud, Danaba, Corada, Arlane, Sarakinón.

  - Provincia de Mesopotamia I: metropolitanato de Amida, con 8 diócesis: 
    - Martirópolis, Ingila, Belabitene, Arsamosata, Sofene, Citarizon, Cefa, Zeugma de Mesopotamia.

  - Provincia Eufratensis II: metropolitanato de Sergiópolis, con 5 diócesis: 
    - Agrippia, Zenobia, Orisa, Serigene, Ortaleon.

  - Provincia de Mesopotamia II: metropolitanato de Dara, con 3 diócesis:
    - Teodosiópolis o Resaina, Rando o Tur Abdin, Mnasubio.

Lo que hace un total de 153 sedes episcopales, además de la diócesis patriarcal de Antioquía.

## Patriarcados de Antioquía
Debido a los múltiples cismas habidos en el seno de la Iglesia, seis jefes eclesiásticos han llevado tradicionalmente el título de patriarca de Antioquía, de los cuales cinco lo llevan aún:
- El patriarca de Antioquía y de todo el Oriente, cabeza de la Iglesia ortodoxa siria, con sede en Damasco (Siria). Desde el 31 de marzo de 2014 es Ignacio Efrén II Karim.

- El patriarca de Antioquía y de todo el Oriente, cabeza de la Iglesia ortodoxa de Antioquía, con sede en Damasco (Siria). Desde el 17 de diciembre de 2012 es Juan X Yazigi.

- El patriarca de Antioquía y de todo el Oriente de los sirios, cabeza de la Iglesia católica siria, con sede en Beirut (Líbano). Desde el 20 de enero de 2009 es Ignacio José III Younan.[21]

- El patriarca de Antioquía y de todo el Oriente de los maronitas, cabeza de la Iglesia católica maronita, con sede en Bkerké (Líbano). Desde el 15 de marzo de 2011 es Béchara Pedro Raï.

- El patriarca de Antioquía y de todo el Oriente, de Alejandría y de Jerusalén de los melquitas, cabeza de la Iglesia greco-melquita católica, con sede en Damasco (Siria). Desde el 21 de junio de 2017 es José I Absi.

Suprimido
- El patriarca latino de Antioquía, representante de la Iglesia católica, cargo instaurado por los cruzados con la creación del Principado de Antioquía. Tuvo su sede en la ciudad de Antioquía hasta la expulsión de los cruzados en 1268 y desde entonces en la basílica de Santa Maria Maggiore en Roma. El último patriarca latino de Antioquía fue Roberto Vincentini, muerto en 1953. El patriarcado fue abolido en 1964.